# Alice et la Pierre d'onyx
Alice et la Pierre d'onyx (titre original : The Moonstone Castle Mystery, littéralement : Mystère au château Pierre de lune) est le quarantième roman de la série américaine Alice (Nancy Drew en VO) écrit par Caroline Quine nom de plume collectif de plusieurs auteurs. L'auteur de ce roman est Harriet Adams. 
Aux États-Unis, le roman a été publié pour la première fois en 1963 par Grosset & Dunlap, New York. En France, il a paru pour la première fois en 1970 chez Hachette Jeunesse dans la collection « Idéal-Bibliothèque » sous le no 365. Il n'a plus été réédité en France depuis 1985. 

## Résumé
Remarque : le résumé est basé sur les éditions cartonnées non abrégées parues de 1970 à 1976 en langue française.
Par la Poste, Alice Roy reçoit d'un expéditeur inconnu, une splendide pierre d'onyx montée en bague. Un mot est joint au paquet : « Cette pierre vous portera chance. », et il était signé : « Quelqu'un qui vous veut du bien ». Par ailleurs, l'avoué James Roy fait part à sa fille Alice de l'affaire qui l'occupe : il y a quinze ans, un couple d'ethnologues renommés, M. et Mme Frazer, était parti explorer l'Amazonie. 
Peu de temps après leur arrivée, deux tribus indigènes étaient entrées en guerre l'une conte l'autre. Les Frazer avaient été capturés et on avait cessé d'avoir de leurs nouvelles. Tout le monde les croyait morts, lorsque, subitement, ils avaient réapparu tout récemment : ils avaient été prisonniers et on les avait enfin relâchés. Avant leur départ pour l’Amazonie, les Frazer avaient confié leur petite-fille orpheline, Janie, alors âgée de moins de trois ans, à son autre grand-mère, Mme Horton. Cette dernière était morte six mois seulement après leur départ, et l’enfant avait disparu. 
Dans son testament, Mme Horton léguait ses biens à Janie, qui devait avoir aujourd'hui dix-sept ans. 

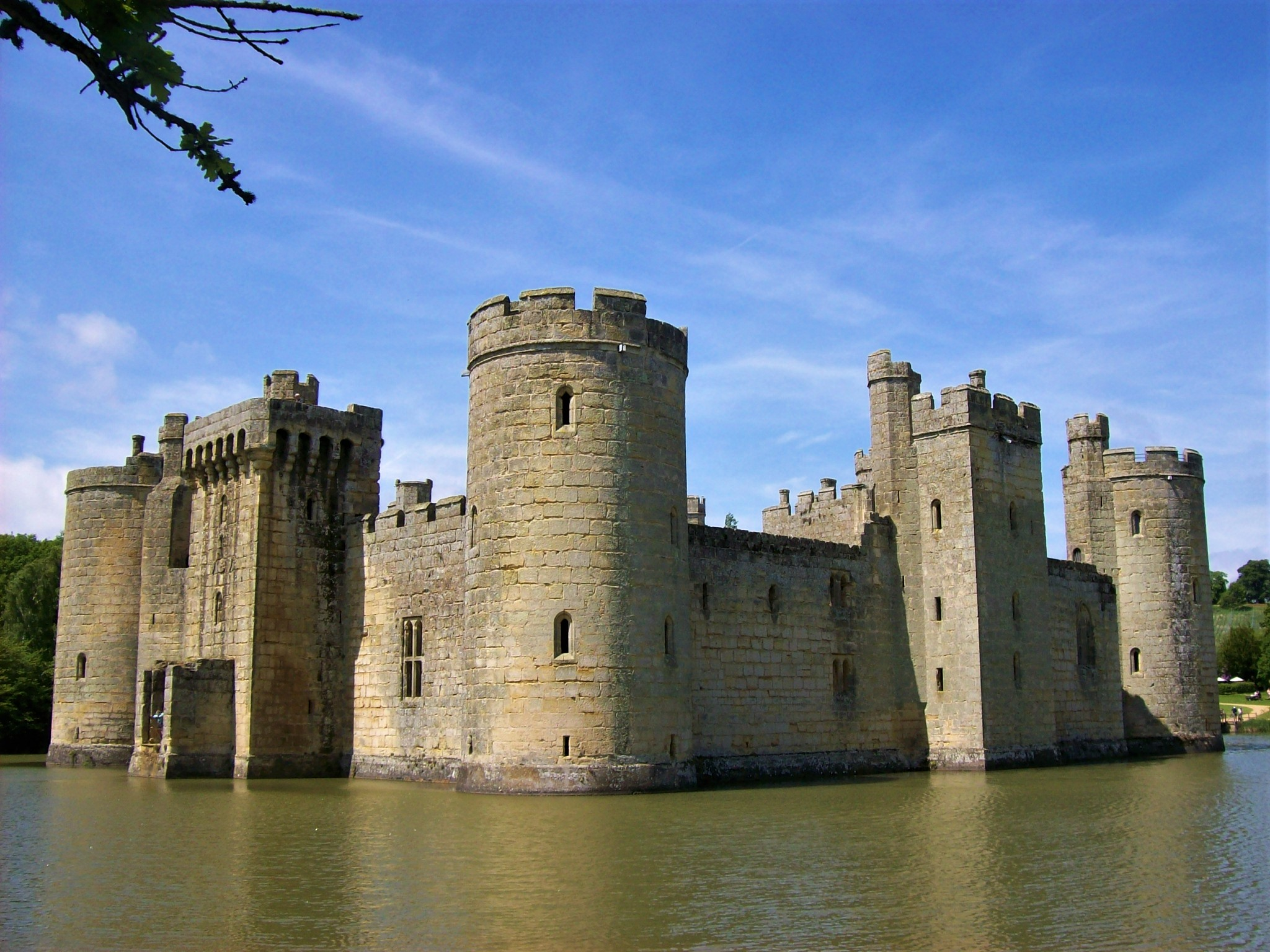
Château de Bodiam (Angleterre)

Les Frazer chargent James Roy de retrouver leur petite-fille. L'avoué envoie Alice enquêter à Deep Valley, où ont habité Janie et sa grand-mère. Alice apprend l'existence d'un château étrange au milieu d'une rivière, le château de l'onyx, qui a la réputation d'être maudit : plusieurs accidents mortels ont en effet eu lieu à ses proches abords. La jeune détective amateur se rend d'abord chez le notaire chargé de la succession de Mme Horton. À son grand effarement, il lui apprend que Janie est venue toucher son héritage...

## Personnages

### Personnages récurrents
- Alice Roy, dix-huit ans, détective amateur blonde, orpheline de mère, fille de James Roy.
- James Roy, avocat [2] de renom, père d'Alice Roy, veuf.
- Bess Taylor, jeune fille blonde et rondelette, une des meilleures amies d'Alice.
- Marion Webb, jeune fille brune et sportive, cousine germaine de Bess Taylor et une des meilleures amies d'Alice.
- Ned Nickerson, jeune homme brun et athlétique, ami et chevalier servant d'Alice, étudiant à l'université d'Emerson.
- Daniel Evans, ami et chevalier servant de Bess, camarade d'université de Ned.
- Bob Eddleton, ami et chevalier servant de Marion, camarade d'université de Ned.
- Sarah, la fidèle gouvernante des Roy, qui a élevé Alice à la mort de sa mère.

### Personnages spécifiques à ce roman
- Mme et M. Frazer, ethnologues et explorateurs.
- Janie Horton (Joanie Horton en VO), petite-fille de M. et Mme Frazer.
- Mme Horton, grand-mère décédée de Janie Horton.
- Jodine Holt puis Armstrong, dite Jody, jeune fille orpheline de Deep Valley.
- M. et Mme Armstrong, parents adoptifs de Jody Armstrong.
- Anny Carey, sœur d'une amie de Jodine.
- Mme Thompson, la propriétaire du Motel Bellevue où est descendue Alice.
- Maître Willard (Mr. Wheeler en VO), notaire.
- Peter Grant, ancien chef de train.
- Mme Hemley, commère de Deep Valley.
- Ben Hillman, alias Ralph Selwyn, malfaiteur.
- Lucy Hillman, femme de Ben Hillman.
- Clara Hillman, fille de Ben et Lucy Hillman qui s'est fait passer pour Janie Horton.
- Rudy Raspin, malfaiteur.
- Celia Smith, ancienne employée de Cécile Roy et femme de Rudy Raspin, qui désapprouve les actes de son mari.
- Luke Sagg, malfaiteur.
- Mme Wilson, victime de Rudy Raspin

## Éditions françaises
Note : Toutes les éditions ont paru aux éditions Hachette.
- 1970 : Alice et la Pierre d'onyx — coll. « Idéal-Bibliothèque » no 365, cartonné (français, version originale). Illustré par Albert Chazelle. Texte français de Anne Joba. 20 chapitres. 186 p.
- 1974 : Alice et la Pierre d'onyx — coll. « Idéal-Bibliothèque », cartonné (français, version originale). Nouvelle couverture de Albert Chazelle. Texte français de Claude Voilier. 20 chapitres. 186 p.
- 1976 : Alice et la Pierre d'onyx — coll. « Bibliothèque verte », cartonné (français, version originale). Illustré par Jean-Louis Mercier. Texte français de Claude Voilier. 20 chapitres. 187 p.
- 1983 : Alice et la Pierre d'onyx — coll. « Bibliothèque verte » (série hachurée), cartonné (français, version abrégée). Couverture de Joseph Sheldon, illustrations intérieures de Albert Chazelle. Texte français de Claude Voilier. 20 chapitres. 187 p.
- 1984 : Alice et la Pierre d'onyx — coll. « Bibliothèque verte » (série hachurée), cartonné (français, version abrégée). Couverture de Jean Sidobre, illustrations intérieures de Jean-Louis Mercier. Texte français de Claude Voilier. 20 chapitres. 187 p.